# Острув-Мазовецька
О́струв-Мазове́цька (Острів, пол. Ostrów Mazowiecka) — місто в східній Польщі.
Адміністративний центр Островського повіту Мазовецького воєводства.

## Демографія
Демографічна структура станом на 31 березня 2011 року:
|          | Загалом | Допрацездатний вік | Працездатний вік | Постпрацездатний вік |
| -------- | ------- | ------------------ | ---------------- | -------------------- |
| Чоловіки | 10917   | 2339               | 7538             | 1040                 |
| Жінки    | 11925   | 2304               | 7220             | 2401                 |
| Разом    | 22842   | 4643               | 14758            | 3441                 |

## Особистості

### Народилися
- Вітольд Шабловський (нар. 1980) — польський журналіст і репортер.

## Міжнародна співпраця
У 2011 році Острув-Мазовецька ухвалив протокол намірів про співпрацю з Ізяславом (Хмельницька область, Україна).